# Drosophila pentafuscata
Drosophila pentafuscata är en tvåvingeart som beskrevs av Gupta och Kumar 1986. Drosophila pentafuscata ingår i släktet Drosophila och familjen daggflugor.
Artens utbredningsområde är Indien.